# マラウィ国立博物館 (エジプト)
マラウィ国立博物館（阿: متحف ملوى、英: Mallawi National Museum）は、エジプトのミンヤ県マラウィにある国立博物館。2013年8月、騒乱に乗じてほぼすべての収蔵品を奪われ、国際社会に衝撃を与えた。14日夕方に首都カイロでエジプト治安部隊がモルシ前大統領支持派を強制排除しており

、その夜から15日にかけての間とみられる。

警備員は射殺され監視カメラも破壊されていた

。
エジプト考古省は14日からピラミッドやツタンカーメンの黄金のマスクで有名なエジプト考古学博物館を一時閉鎖することを明らかにしていた

。

## 被害
テル・エルアマルナ地区から発掘されたファラオ時代の遺跡が収蔵されていた。
- 略奪 - 収蔵品1089点のうち1040点（エジプト考古省による暫定調査）[7]
  - アマルナ時代の髪形をした子どもの頃の王女の石像
  - トキやヒヒのミイラ（トト神信仰）
  - 彩色木棺
  - 3500年前の石像
  - 古代の装飾品
  - アメンホテプ4世の娘の像[8]
  - 金と銅のギリシャローマ風のコイン
  - オシリス神の像 - 5日後に2つの小像が奪還され、奪還者に報奨金が贈られることになった[9]。
- 破壊 - 重く持ち去れないものは破壊